# Iquique (província)
A Província de Iquique é uma província do Chile localizada na região de Tarapacá. Possui uma área de 2.835,3 km² e uma população de 259.495 habitantes. Sua capital é a cidade de Iquique. 

## História
Iquique ficou famosa por ter ocorrido em 1907 o massacre de homens mulheres e crianças que inspirou a cantata popular "Santa Maria de Iquique, composta entre o mês de novembro de 1969 e março de 1970 para ser interpretada pelo conjunto Quilapayún, que começa com os seguintes versos:
"Señoras y señores, venimos a contar, aquello que la história, no quiere recordar/
Pasó en el norte grande, fue Iquique la ciudad, mil novecientos siete, marco fatalidad...
Até outubro de 2007, a Província de Iquique era formada por 7 comunas: Alto Hospicio, Camiña, Colchane, Huara, Iquique, Pica e Pozo Almonte. A partir desta data, com a divisão da Região de Tarapacá, quando foi criada a Região de Arica e Parinacota, e a antiga Província de Iquique foi dividia em 2 províncias: a Província de Iquique e a nova  Província del Tamarugal, a qual é formada pelas comunas de Huara, Camiña, Colchane, Pozo Almonte e Pica. Desta divisão permaneceram como parte da Província de Iquique as comunas de Iquique e Alto Hospicio.
Com a divisão da província a área passou de 42.225,8 km² para 2.835,3 km².

## Comunas
- Alto Hospicio
- Iquique